# Rang-du-Fliers
Rang-du-Fliers ist eine französische Gemeinde mit 4339 Einwohnern (Stand: 1. Januar 2022) im Département Pas-de-Calais in der Region Hauts-de-France. Rang-du-Fliers ist Teil des Arrondissements Montreuil und des Kantons Berck. 

## Geografie
Rang-du-Fliers liegt in der Landschaft Marquenterre nahe der Opalküste. Umgeben wird Rang-du-Fliers von den Nachbargemeinden Airon-Notre-Dame im Norden, Airon-Saint-Vaast im Nordosten, Wailly-Beaucamp im Osten, Verton im Süden, Berck im Westen und Merlimont im Nordwesten.

## Geschichte
1870 wurde die Gemeinde Rang-du-Fliers aus der Gemeinde Verton gelöst.

### Bevölkerungsentwicklung
| Jahr      | 1962 | 1968 | 1975 | 1982 | 1990 | 1999 | 2006 | 2011 |
| --------- | ---- | ---- | ---- | ---- | ---- | ---- | ---- | ---- |
| Einwohner | 1966 | 2224 | 2789 | 3297 | 3579 | 3612 | 4103 | 4082 |

## Sehenswürdigkeiten

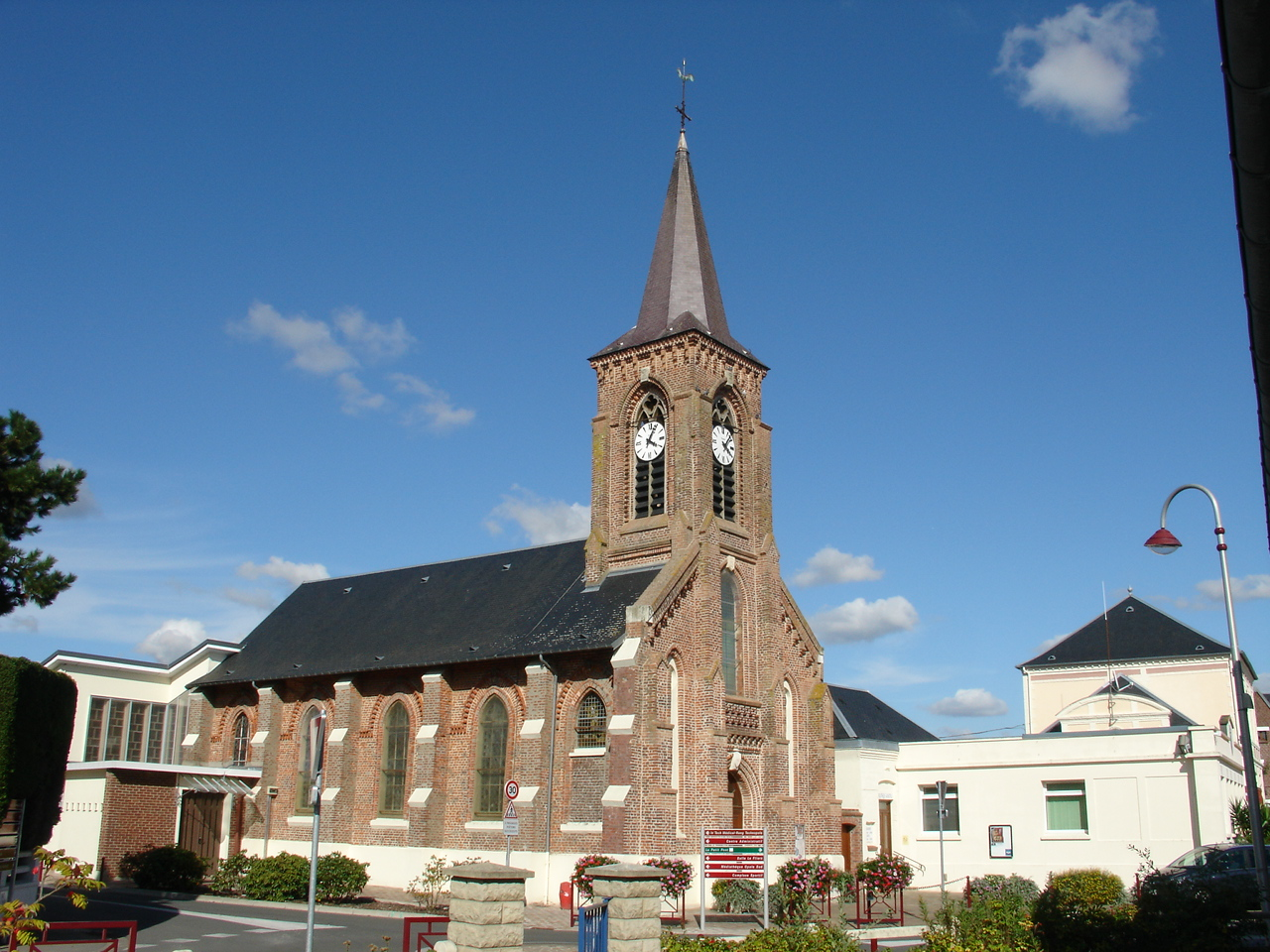
Kirche Saint-Eugene

- Kirche Saint-Eugene

## Persönlichkeiten
- Micheline Ostermeyer (1922–2001), Leichtathletin und Pianistin
- Martine Andernach (* 1948), französisch-deutsche Bildhauerin

## Gemeindepartnerschaft
Mit der britischen Gemeinde Ditton in der Grafschaft Kent (England) besteht eine Partnerschaft.